# Yichang
Yichang (chiń. upr. 宜昌; pinyin Yíchāng) – miasto o statusie prefektury miejskiej w prowincji Hubei, w środkowych Chinach. Port nad rzeką Jangcy. W 2010 roku liczba mieszkańców miasta wynosiła 483 391. Prefektura miejska w 1999 roku liczyła 3 993 071 mieszkańców. Ośrodek turystyki oraz przemysłu spożywczego, papierniczego, cementowego, chemicznego. W dzielnicy Yiling znajduje się Zapora Trzech Przełomów. Miasto posiada własny port lotniczy.
Stolica rzymskokatolickiej diecezji Yichang.
W mieście znajduje się stacja kolejowa Yichang.

## Historia
W 222 roku odbyła się tu bitwa między armiami cesarstw Wu i Shu, którą wygrały siły Wu.

## Podział administracyjny
Prefektura miejska Yichang jest podzielona na 13 jednostek administracyjnych:
- Miasta na prawach powiatu:
  - Zhijiang (枝江市)
  - Yidu (宜都市)
  - Dangyang (当阳市)

- Dzielnice:
  - Xiling (西陵区)
  - Wujiagang (伍家岗区)
  - Dianjun (点军区)
  - Xiaoting (猇亭区)
  - Yiling (夷陵区)

- Powiaty:
  - Yuan’an (远安县)
  - Xingshan (兴山县)
  - Zigui (秭归县)

- Powiaty autonomiczne:
  - Changyang (长阳土家族自治县)
  - Wufeng (五峰土家族自治县)

| Mapa | Mapa | Mapa | Mapa | Mapa | Mapa | Mapa |
| --- | ---- | ---- | ---- | ---- | ---- | ---- |
| 1 2 3 Dianjun Yiling Powiat Yuan’an Powiat Xingshan Powiat Zigui Powiat Changyang Powiat Wufeng Yidu (miasto) Dangyang (miasto) Zhijiang (miasto) 1. Xiling 2. Wujiagang 3. Xiaoting |      |      |      |      |      |      |